# كورلي فرجاه
كورلي فرجاه (بالفرنسية: Coralie Fargeat)؛ من مواليد 24 نوفمبر 1976، هي مخرجة أفلام فرنسية. اكتسبت شهرة بفيلمها الأول انتقام عام 2017، والذي نالت عنه جوائز من العديد من مهرجانات الأفلام المستقلة. فاز فيلمها الثاني 'المادة (2024)، وهو فيلم رعب ساخر عن الجسد، بجائزة مهرجان كان السينمائي لأفضل سيناريو وحازت على جوائز أخرى بما في ذلك ثلاث ترشيحات لجوائز الأوسكار لأفضل فيلم وأفضل مخرج وأفضل سيناريو أصلي، بالإضافة إلى ثلاث ترشيحات لجوائز الغولدن غلوب وترشيحين لجوائز البافتا.